# Закалюк, Анатолий Петрович
Анатолий Петрович Закалюк (22 июля 1930—5 мая 2010) — украинский правовед, доктор юридических наук (1988), профессор (1995), академик Академии правовых наук Украины (1993), заслуженный деятель науки и техники Украины (1998), председатель Всеукраинского координационного бюро по проблемам криминологии, вице-президент Криминологической ассоциации Украины. Автор более 180 научных трудов. Под руководством Закалюка подготовлено 10 докторов и 15 кандидатов наук.

## Биография
Закалюк окончил в 1953 году юридический факультет Киевского университета. Работал помощником прокурора Винницы (1953—1955), был на партийной работе (1955—1972). В течение 1972—1992 годов — во Всесоюзном НИИ МВД СССР: зам. начальника, начальник Киевской научно-исследовательской лаборатории (с 1978 — филиал Всесоюзного НИИ МВД СССР) и одновременно (с 1974) зам. начальника этого института. В 1992—1995 годах — проректор по научной работе Украинской академии внутренних дел.
С 1995 года — начальник управления по связям с государственными судебными и правоохранительными органами АПНУ. Входит в руководство АПНУ — член Президиума АПНУ (с 1993). Председатель Всеукраинского координационного бюро по проблемам теории криминологии и криминологических исследований АПНУ (с 1994), член экспертного совета ВАК Украины по юридическим и политическим наукам (с 1996).
Вице-президент Криминологической ассоциации Украины (с 1998). Занимался прикладными криминологическими исследованиями, проблемами криминологической экспертизы, демократизации правоохранительной системы Украины, вопросами профилактики преступлений.

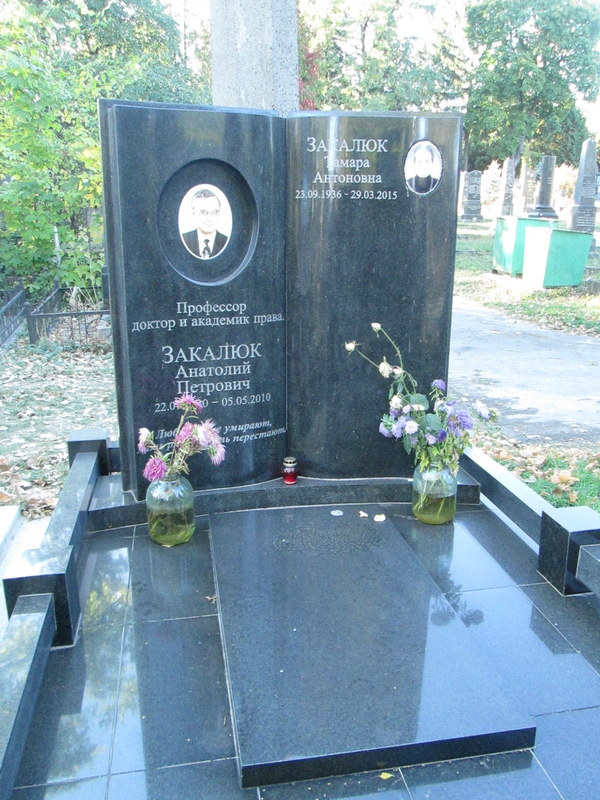
Могила Анатолия Закалюка

## Основные труды
- «Общественное воздействие и предупреждение правонарушений» (1975),
- «Прогнозирование и предупреждение индивидуального преступного поведения» (1986),
- «Преступления, совершаемые с особой жестокостью» (1989),
- «Опыт создания и применения методики прогноза индивидуального преступного поведения» (на англ. языке),
- «Правовое регулирование профилактики преступлений лиц с аномалиями психики» (1990),
- «Курс современной украинской криминологии: теория и практика» (2007) ISBN 966-313-342-2.